# Scopula ocellicincta
Scopula ocellicincta là một loài bướm đêm trong họ Geometridae.